# クェルシトリナーゼ
クェルシトリナーゼ(Quercitrinase,)は、以下の化学反応を触媒する酵素である。
クェルシトリン + 水 {\displaystyle \rightleftharpoons } L-ラムノース + クェルセチン

従って、この酵素の基質はクェルシトリンと水であり、生成物はL-ラムノースとクェルセチンである。
この酵素は、加水分解酵素、特にO-またはS-グリコシル化合物を加水分解するグリコシダーゼに分類される。系統名は、クェルシトリン 3-L-ラムノヒドロラーゼ(Quercitrin 3-L-rhamnohydrolase)である。
この酵素は、アスペルギルス・フラブスで見られる。また、ルチン代謝経路に関与している。

## 関連文献
- Westlake DWS (1963). “Microbiological degradation of quercitrin”. Can. J. Microbiol. 9 (2):  211–220. doi:10.1139/m63-027.